# Digitaria brownii
Digitaria brownii är en gräsart som först beskrevs av Johann Jakob Roemer och Schult., och fick sitt nu gällande namn av Dorothy Kate Hughes. Digitaria brownii ingår i släktet fingerhirser, och familjen gräs. Inga underarter finns listade i Catalogue of Life.

## Bildgalleri

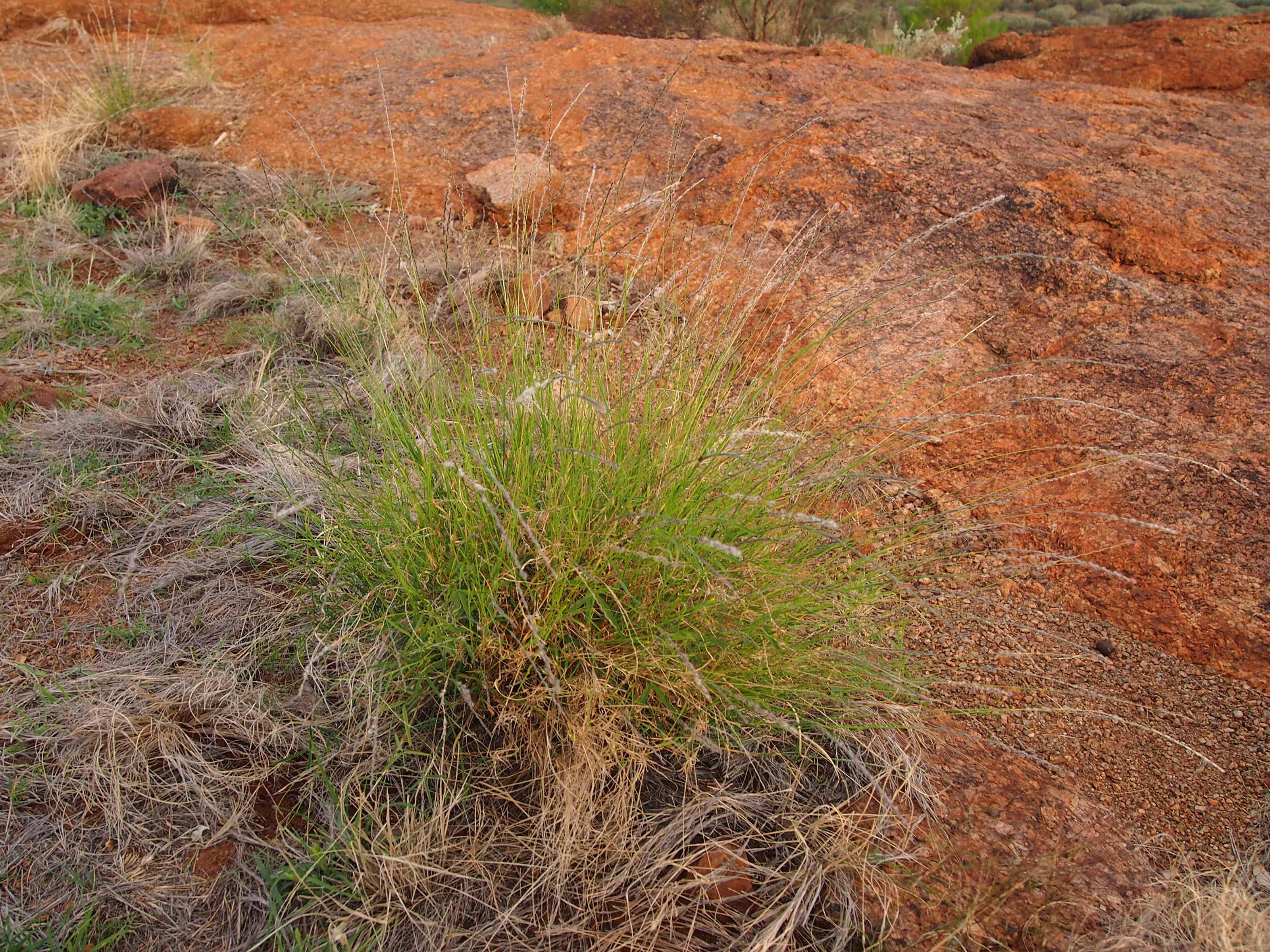
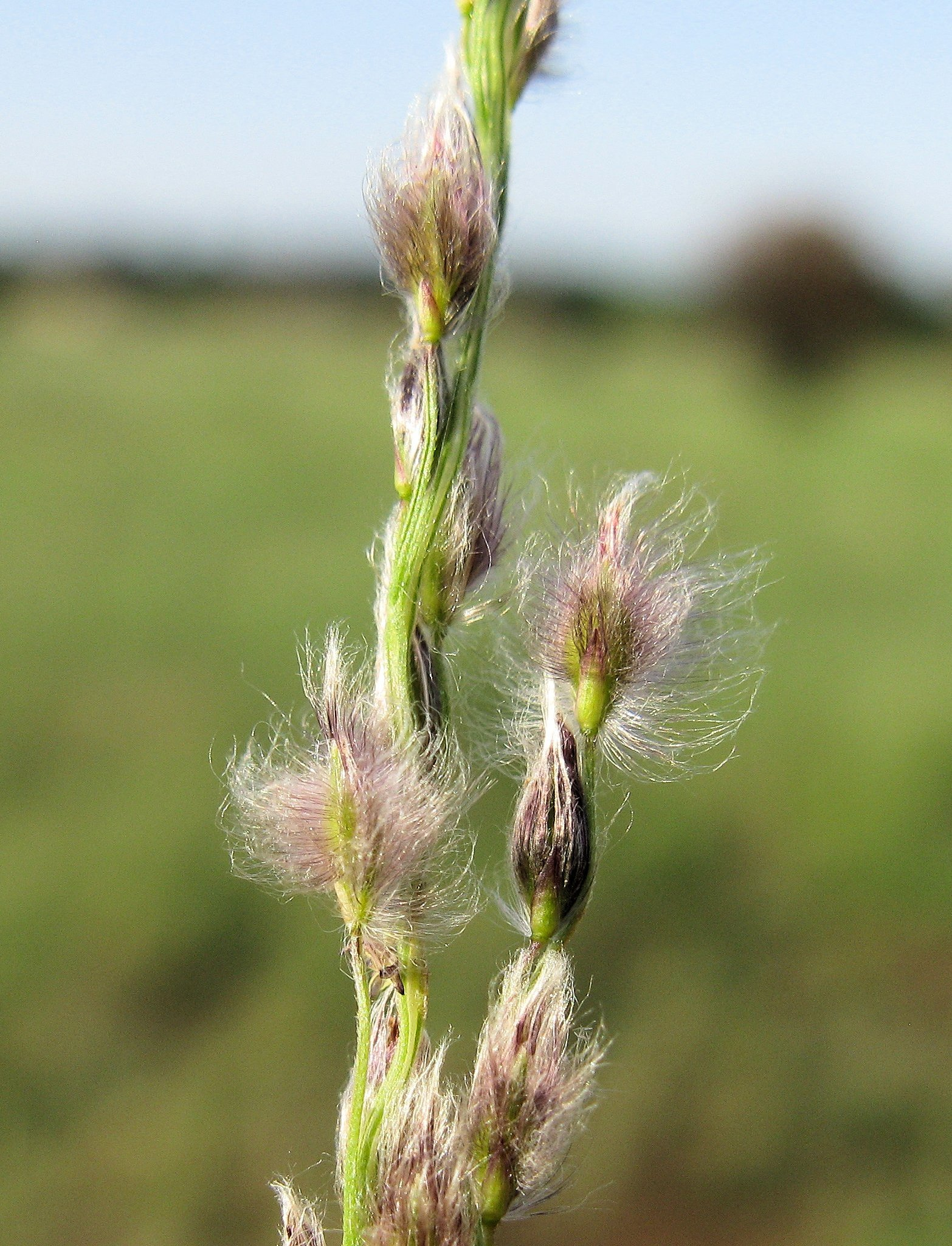